# Deacon
Deacon är en udde i Antarktis. Den ligger i Västantarktis. Argentina, Chile och Storbritannien gör anspråk på området.
Terrängen inåt land är platt söderut, men åt nordväst är den kuperad. Havet är nära Deacon åt sydost. Trakten är obefolkad. Det finns inga samhällen i närheten.